# Naissance en 1174
Naissance
- 1170
- 1171
- 1172
- 1173
- 1174
- 1175
- 1176
- 1177
- 1178

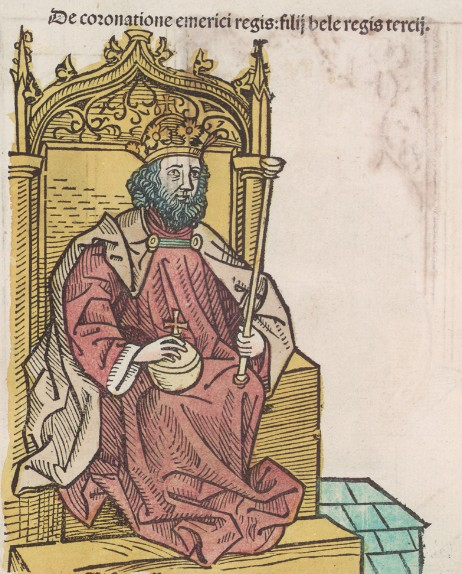
Imre de Hongrie, né en 1174.

Cette page dresse une liste de personnalités nées au cours de l'année 1174 :
- 30 septembre : Imre de Hongrie, roi de Hongrie et vice-roi de Croatie.

- Edwige de Silésie, duchesse consort de Pologne, sainte de l’Église catholique.
- Ingeburge de Danemark, reine des Francs.
- Marie de Champagne, comtesse consort de Flandre et de Hainaut, puis impératrice consort de Constantinople.

date incertaine (vers 1174)
- Pierre II d'Aragon, roi d'Aragon et comte de Ribagorce sous le nom de Pierre II, comte de Barcelone, de Gérone, de Besalú, de Pallars Jussà sous le nom de Pierre I de Barcelone, comte de Gévaudan, seigneur de Montpellier et baron d'Aumelas.

## Crédit d'auteurs
- Cet article est partiellement ou en totalité issu de l'article intitulé « 1174 » (voir la liste des auteurs).